# Teleselezione

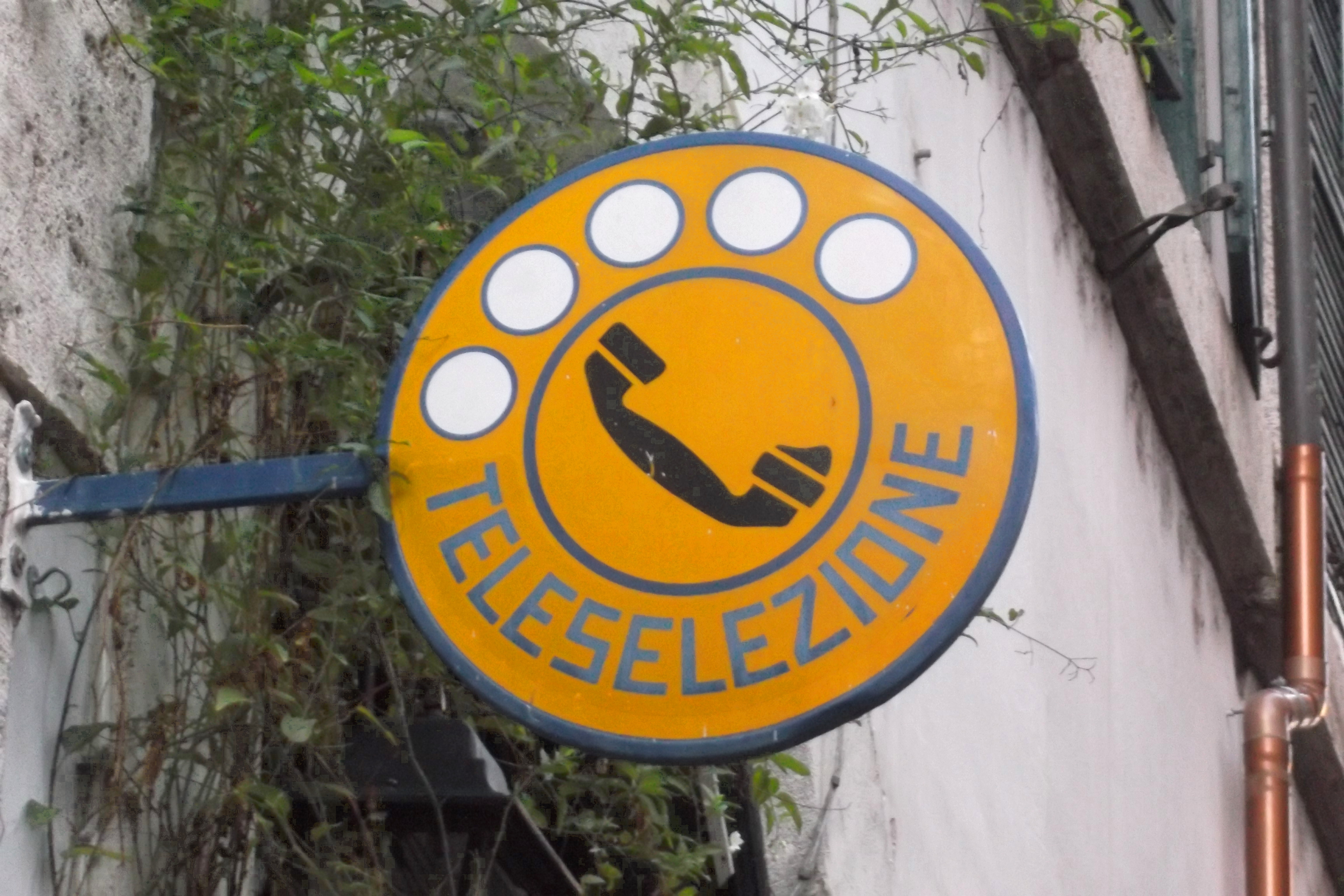
Vecchia insegna su un esercizio del centro di Roma indicante che in esso era disponibile una linea telefonica abilitata alla teleselezione

La teleselezione telefonica è un servizio telefonico automatico che consente, mediante la composizione di un prefisso specifico, di collegare direttamente ed immediatamente gli utenti appartenenti a sottoreti diverse, senza dover più passare dal centralino centrale, per effettuare chiamate interurbane interne, poi estesa al traffico internazionale (continentale ed intercontinentale).
La teleselezione è un meccanismo comune a tutte le reti telefoniche di qualsiasi parte del mondo.

## Storia
Le compagnie telefoniche avviano in tutta Europa i primi sistemi di teleselezione nel secondo dopoguerra. Le società adottano il “conteggio multiplo tempo e zona” che mantiene le “unità” di tempo di tre minuti, come nelle interurbane tramite centralino, ma in modo automatico tassa le conversazioni in modo innovativo: fa avanzare il contatore (dell'abbonato che chiama) per una quantità di “scatti”, in relazione al tempo impiegato ed alla distanza verso la centrale a cui è attaccato l'altro abbonato (quello che riceve la telefonata). Ciò avviene tramite l'invio di “impulsi” al termine di ciascuna unità tariffaria oppure alla fine di tutta la conversazione.

Questo sistema migliora nel tempo e in tutti i Paesi europei le società telefoniche passano alla tassazione detta “ciclica”, perché - durante la conversazione - la centrale invia gli impulsi uno alla volta: cambia soltanto la frequenza, che dipende dalla distanza tra i due abbonati. L'abbonato può verificare in tal modo il costo della telefonata e, eventualmente, addebitarla a terzi, come nel caso degli alberghi.
Ciò è avvenuto in maniera graduale anche in Italia, a partire dal 1957, anno in cui inizia a svilupparsi l'organizzazione razionale della rete telefonica italiana, con il primo Piano regolatore telefonico nazionale (PRTN), che suddivide la rete in: Compartimenti, Distretti telefonici, settori e reti urbane (dal giugno 1998 i settori e le reti urbane furono accorpati in aree locali), con il relativo "piano di numerazione".

## Tecnica
Anche in Italia viene introdotto il criterio di istradamento delle comunicazioni tra abbonati che appartengono a diversi distretti telefonici distanti tra loro, secondo il principio “delle vie deviate”: esso consente di superare le dimensioni locali della telefonia (nell'ambito dell'area di ciascuna concessionaria) e dà l'impulso indispensabile allo sviluppo della teleselezione che – all'epoca – può avvenire sia tramite operatore, che direttamente tra abbonati. La rete teleselettiva impegna – così – la via libera con il minor numero di transiti.
Va ricordato che la teleselezione tramite operatore continua ad essere tariffata con le stesse modalità in passato adottate nel servizio interurbano, sulla base di “unità” di tre minuti e l'operatore che compilava un cartellino per ogni conversazione da addebitare all'abbonato nella sua bolletta.
Fino al 1964, l'esercizio del servizio telefonico si basa in Italia sulla struttura dell'epoca fascista: affidato a cinque diverse Concessionarie (Stipel, Telve, Timo, Teti, Set), a ciascuna delle quali è assegnata una “Zona” (più regioni) del territorio nazionale, e l'Asst, Azienda di Stato per i servizi telefonici, per la grande distanza e l'estero. Nel frattempo le singole Concessionarie private hanno già avviato l'introduzione della teleselezione all'interno delle regioni di propria competenza.

## Geografia
La situazione particolare della gestione del servizio telefonico in Italia trova in Europa una simile situazione di dualismo (tra privati e società statale) soltanto in Danimarca e in Finlandia. Ciò aggiunge un problema di ripartizione di compiti tecnici, di costi di utilizzo di impianti e collegamenti, e di entrate relative alle tariffe esposte in bolletta.
La gradualità nel tempo (oltre un decennio) è dovuta agli interventi tecnici indispensabili nelle centrali telefoniche di tutto il Paese, con la necessità di modificare la numerazione degli abbonati di tutti i comuni.
Nel caso di grandi comuni, ciò è avvenuto anteponendo una o due cifre (uguali per tutti) ai numeri degli abbonati, e, in molti piccoli comuni, cambiando totalmente la numerazione, pur cercando di conservare, almeno in parte, i vecchi numeri identificativi degli abbonati.
Nel 1964 avviene l'unificazione del sistema telefonico in Italia grazie alla fusione delle cinque società concessionarie (assieme alla loro nazionalizzazione, dal momento lo Stato italiano acquistò tutte le concessionarie), tutte incorporate nella Sip elettrica di Torino, creando così la nuova SIP - Società Italiana per l'Esercizio Telefonico.

Il 1º maggio 1968 entra in vigore una nuova convenzione, che stabilisce per la SIP l'impegno a completare la realizzazione della teleselezione in ambito nazionale entro il 1970.

## La teleselezione in Italia

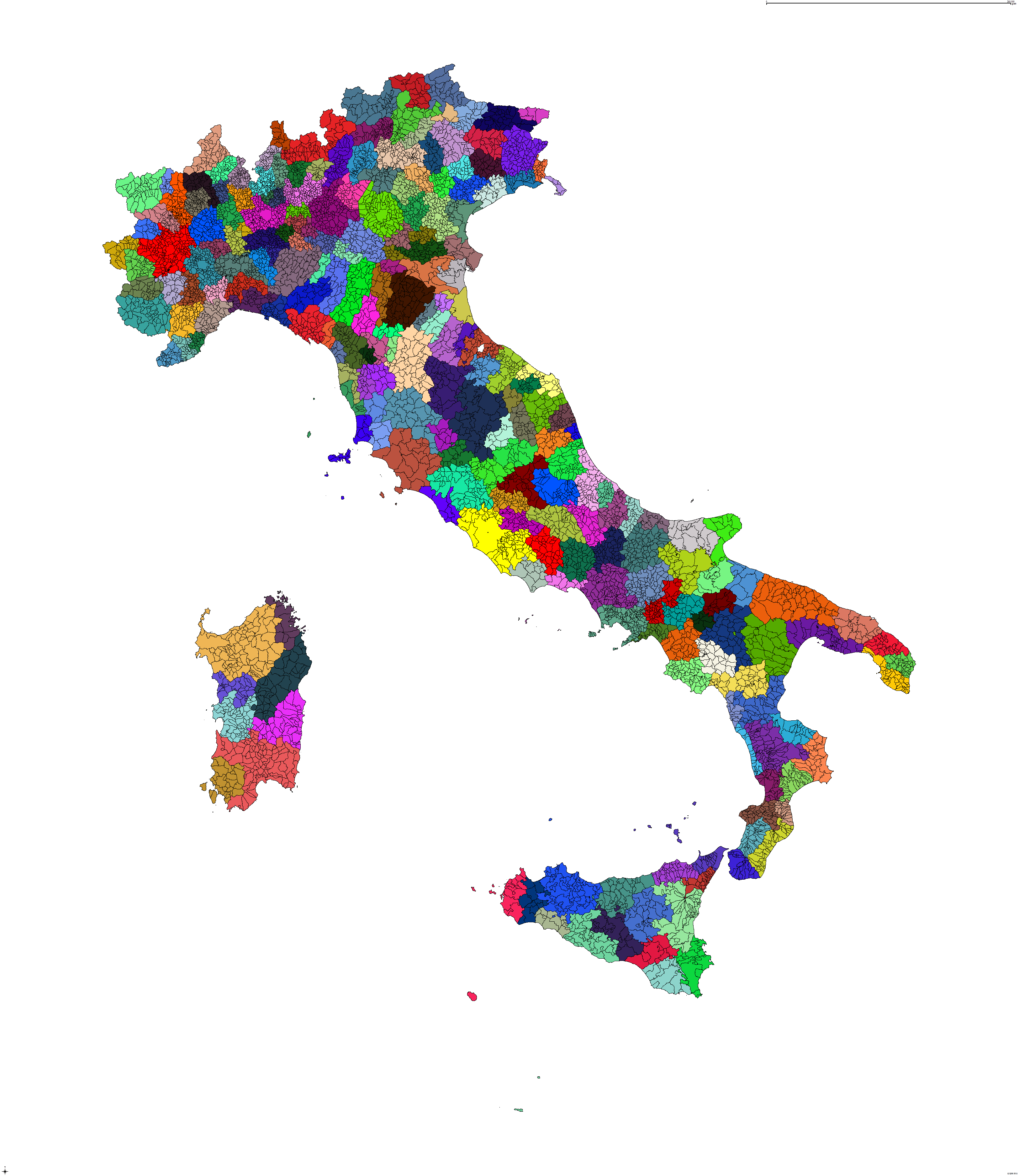
Carta dell'Italia con i distretti telefonici italiani e relativi prefissi. L’Italia è il sesto paese del mondo a usufruire del servizio di teleselezione integrale in tutto il territorio nazionale

Il 31 ottobre 1970 la teleselezione “integrale” venne estesa a tutta l'Italia, per cui ciascun utente telefonico ha avuto la possibilità di telefonare a qualsiasi numero di connazionali con una semplice procedura e senza l'intervento del centralinista.
Prima dell'attivazione della teleselezione nei singoli distretti, l'utente che desiderava contattare un abbonato che apparteneva a un Comune diverso dal proprio, doveva chiamare il centralino (al numero 14) per le chiamate nazionali e al numero 15 per l'estero: rispondeva un operatore che prendeva nota del numero da chiamare e, in seguito, metteva in collegamento i due abbonati.
Questa procedura si è modificata gradualmente negli anni, mediante l'avvio della teleselezione.
Quando essa è ormai funzionante in un distretto, l'utente si trova davanti a due novità pratiche:
- Se desidera contattare un abbonato che risiede in un comune diverso dal proprio, ma che appartiene allo stesso Distretto, deve digitare direttamente il numero dell'abbonato, senza interventi da parte dell'operatore, come se si trattasse di un abbonato del proprio Comune.
- Se, invece, l'utente desidera contattare un abbonato che appartiene a un distretto telefonico diverso dal proprio, deve digitare il prefisso interurbano, 0, seguito dall'indicativo del distretto e dal numero dell'abbonato, anche in questo caso senza interventi da parte dell'operatore.

Tale indicativo geografico è definito prefisso teleselettivo, perché serve per effettuare chiamate in teleselezione.
Nel 1995 la riforma della numerazione nazionale ha reso il prefisso telefonico parte integrante del numero che pertanto deve essere composto anche nell'ambito del medesimo distretto. L'integrazione del prefisso telefonico nel numero è operativa dal 19 giugno 1998.